# فيتوريو ليوناردو
فيتوريو ليوناردو (بالإيطالية: Vittorio Léonardo)‏ هو فنان قصص مصورة إيطالي، ولد في 25 نوفمبر 1938 في نابولي في إيطاليا.